# Гарибли (Агдашский район)
Гарибли́ (азерб. Qəribli) — село в Агдашском районе Азербайджана.

## Этимология
Название происходит от новообразованного рода Гарибли, который откололся от племени арабшекилиляр.

## История
Село основано в 1880-х годах.
Село Карибли в 1913 году согласно административно-территориальному делению Елизаветпольской губернии относилось к Кариблинскому сельскому обществу Арешского уезда.
В 1926 году согласно административно-территориальному делению Азербайджанской ССР село относилось к дайре Агдаш Геокчайского уезда.
После реформы административного деления и упразднения уездов в 1929 году был образован Ашагы-Нейметабадский сельсовет в Агдашском районе Азербайджанской ССР.
Согласно административному делению 1977 года село Гарибли входило в Ашагы-Нейметабадский сельсовет Агдашского района Азербайджанской ССР.
В 1999 году в Азербайджане была проведена административная реформа и был учреждён Гариблинский муниципалитет Агдашского района. Указом Президента Азербайджана от 30 мая 2014 года Гариблинский муниципалитет был ликвидирован, а село вошло в состав Ашагы-Нейметабадско-Гариблинского муниципалитета.

## География
Неподалёку от села протекает река Ойлидереарх.
Село находится в 39 км от райцентра Агдаш и в 276 км от Баку. Ближайшая ж/д станция — Малай.
Высота села над уровнем моря — 12 м.

## Население
| Численность населения | Численность населения | Численность населения |
| 1886                  | 1979                  | 1999                  |
| --------------------- | --------------------- | --------------------- |
| 429                   | ↗920                  | ↗969                  |

В 1886 году в селе, в 88 домах проживало 429 человек, 243 — мужского пола, 186 — женского, все «татары» (азербайджанцы).

## Климат
| Показатель                                             | Янв. | Фев. | Март | Апр. | Май  | Июнь | Июль | Авг. | Сен. | Окт. | Нояб. | Дек. | Год  |
| ------------------------------------------------------ | ---- | ---- | ---- | ---- | ---- | ---- | ---- | ---- | ---- | ---- | ----- | ---- | ---- |
| Средний суточный максимум, °C                          | 7,1  | 8,5  | 12,7 | 20,8 | 25,9 | 30   | 33,9 | 32,7 | 28,4 | 21,1 | 14,3  | 9,3  | 20,4 |
| Средняя температура, °C                                | 3,0  | 4,4  | 7,9  | 14,6 | 19,5 | 24,0 | 27,1 | 26,0 | 22,1 | 16,2 | 10,1  | 5,2  | 15,2 |
| Средний суточный минимум, °C                           | −1   | 0,3  | 3,8  | 9,1  | 14,1 | 18,3 | 21,4 | 20,3 | 16,7 | 11,0 | 6,0   | 1,3  | 10,1 |
| Норма осадков, мм                                      | 21   | 26   | 29   | 40   | 55   | 45   | 24   | 26   | 25   | 54   | 31    | 24   | 400  |
| Источник: https://en.climate-data.org/location/954961/ |      |      |      |      |      |      |      |      |      |      |       |      |      |

Среднегодовая температура воздуха в селе составляет +15,2 °C. В селе семиаридный климат.

## Инфраструктура
В селе расположены мечеть и школа имени Н. Бабаева.